# Tugboat Annie Sails Again
Tugboat Annie Sails Again é um filme estadunidense de 1940, de comédia e romance, dirigido por Lewis Seiler e estrelado por Marjorie Rambeau, Alan Hale, Jane Wyman e Ronald Reagan. Trata-se de uma sequência do filme Tugboat Annie de 1933.

## Elenco
- Marjorie Rambeau como Capt. Annie Brennan
- Alan Hale, Sr. as como . Horatio Bullwinkle
- Jane Wyman como Peggy Armstrong
- Ronald Reagan como Eddie Kent
- Clarence Kolb como Joseph B. 'Joe' Armstrong
- Charles Halton como Alec 'Alex' Severn
- Paul Hurst como Pete
- Victor Kilian como Sam
- Chill Wills como Shiftless
- Harry Shannon como Capt. Mike Mahoney
- John Hamilton como Capt. Broad
- Sidney Bracey como Limey (billed as Sidney Bracy)
- Jack Mower como Johnson
- Margaret Hayes como Rosie
- Josephine Whittell como Margaret Morgan